# یورما تومیلا
یورما تومیلا (فنلاندی: Jorma Tommila؛ زادهٔ ۱۹۵۹ میلادی) یک هنرپیشه فنلاندی است. او در سال ۱۹۹۷ برنده جایزه یوسی بهترین بازیگر مرد شد و به خاطر بازی در نقش آتامی کورپی در فیلم سیسو (۲۰۲۲) شناخته شده‌است. 
او در راوما (فنلاند) به دنیا آمد و دوران جوانی خود را در کیوکاینن گذراند. پدرش هنگامی که یورما چهار ساله بود، پس از جراحات وارده به ریه هایش در جنگ جهانی دوم، درگذشت. او توسط مادرش بزرگ شد. خواهر بزرگتر او کیلو تامیلا نیز بازیگر است. او اکنون با خانواده‌اش در واسا زندگی می‌کند. او با بازیگر ایدا هلاندر-تومیلا، خواهر کارگردان یالماری هلاندر ازدواج کرده است.

## گزیدهٔ نقش‌آفرینی‌ها
- بازی بزرگ (۲۰۱۴)
- کشیش شریر (۲۰۱۰)
- سال گرگ (۲۰۰۷)
- رولو و روح جنگل (۲۰۰۱)
- عشق بدشگون (۲۰۰۰)